# DPSIR
DPSIR (Abkürzung für Driving forces, Pressures, States, Impacts and Responses) ist ein Modell zur Darstellung von Umweltbelastungen und Umweltschutzmaßnahmen. Bisher wird es auf europäischer Ebene verwendet, so zum Beispiel von der Europäischen Umweltagentur (EEA), dem United Nations Environment Programme (UNEP) und dem Schweizer Bundesamt für Umwelt (BAFU).
Das DPSIR-Modell beschreibt eine kausale Kette von Einflussgrößen:
1. Driving forces (Treibende Kräfte): sind Bereiche öffentlichen Lebens, deren Prozesse Druck auf die Umwelt ausüben können (z. B. Wirtschaftssektoren, Konsum privater und öffentlicher Haushalte).
2. Pressures (Belastungen): sind die resultierenden Umweltbelastungen, beispielsweise durch Emissionen in Luft und Wasser oder Flächenversiegelung.
3. State (Zustand): ist der Zustand eines Umweltkompartiments, das den Belastungen ausgesetzt ist, beispielsweise Veränderungen der Erdatmosphäre oder des Bodens.
4. Impacts (Auswirkung): ist die spezifische Wirkung durch die Umweltbelastung, beispielsweise Treibhauseffekt oder Bodenversauerung.
5. Responses (Reaktion): ist die gesellschaftliche Reaktion auf Umweltbelastung, beispielsweise Umweltforschung, umweltliche Verbesserung von Produktionsprozessen oder Umweltgesetzgebung.